# Охта (приток Кеми)
О́хта (Нижняя Охта, Овтуя) — река на севере Карелии, правый приток Кеми.

## География

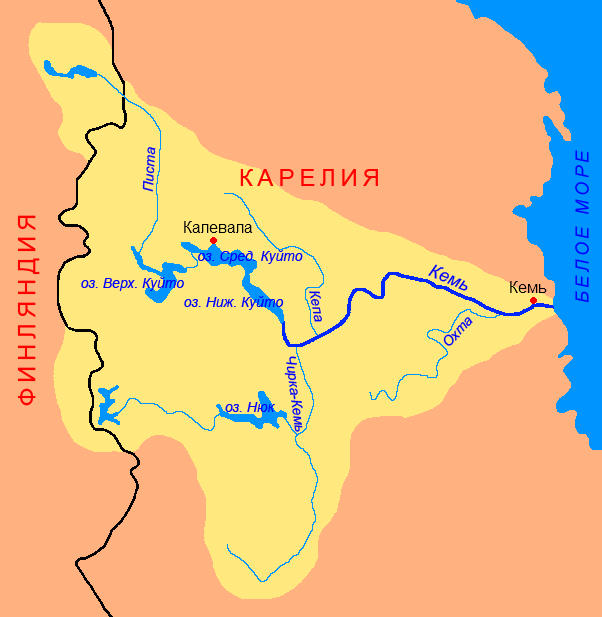
Бассейн реки Кемь

Длина 142 км, площадь бассейна 2170 км², скорость течения — 2-3 км/ч. Уклон реки — 0,48 м/км. За исключением участка у устья, находящегося на территории Кемского района, протекает по Беломорскому району.
Охта вытекает из озера Ватулма на высоте 123 метра и затем впадает в Кемь около посёлка Подужемье. Охта отличается своеобразной структурой, характерной для многих рек Карелии. Это, по существу, озёрно-речная система, состоящая из чередования озёр с соединяющими их короткими речными участками. Всего река протекает через 15 озёр и пересекает значительное количество моренных гряд, образуя многочисленные пороги и перекаты.
Питание реки дождевое и снеговое. Замерзает обычно в ноябре, вскрывается в первой половине мая.

## Бассейн

### Притоки
Расстояние от устья:
- 50 км: Сиговый — левый
- 52 км: Вермасручей — левый
- 72 км: Сянда — левый
- 88 км: Одава — правый
- 97 км: Чуруж — левый

Также к бассейну Охты относятся водотоки:
- Лобаш (впадает в Кевятозеро)
- Воинга (приток Чуружа)
- Собачий (приток Чуружа)

### Озёра
Основные крупные озёра, через которые протекает Охта:
- Кевятозеро
- Муезеро
- Юляозеро
- Ригорека
- Алозеро
- Лежево
- Воронье

Бассейну Охты также принадлежат озёра:
- Ватулма (исток Охты)
- Косое
- Камень
- Верхнее Михайловское
- Лобаш
- Среднее
- Еттозеро
- Таркозеро
- Сумоярви
- Плавучее
- Воингозеро
- Шавля
- Малое Хангозеро
- Риговаракское
- Хангозеро
- Хизозеро
- Келляк
- Раут
- Топорное
- Маслозеро
- Вермас
- Пебозеро
- Хизиярви

## Данные водного реестра
По данным государственного водного реестра России относится к Баренцево-Беломорскому бассейновому округу, водохозяйственный участок реки — Кемь от Кривопорожского гидроузла и до устья. Речной бассейн реки — бассейны рек Кольского полуострова и Карелии, впадает в Белое море.
Код объекта в государственном водном реестре — 02020001012102000004696.

## Достопримечательности
По реке Охте проходит один из популярных сплавных участков водного туризма. Протяжённость участка — около 130 км (максимальная), количество порогов и шивер — 40, высота перепада реки — 85 метров, непроходимых препятствий нет. Сложность реки оценивается третьей категорией. Главная достопримечательность — порог Кивиристи — 5 категория сложности, трёхступенчатый с высотой слива более 5 метров, в высокую воду слив почти полностью перекрыт водой. Охта проходит вдали от населённой местности. На берегах озёр, через которые идёт река, есть несколько нежилых деревень. На озере Воронье находится так называемый «музей туристической поделки» — Остров Духов.